# William Anderson (Cricketspieler)
William Wallace Anderson (* 27. Juni 1859 in Edinburgh, Schottland; † 26. April 1923 in Le Houlme, Frankreich) war ein britischer Cricketspieler, der vor allem in Frankreich aktiv war.

## Erfolge
William Anderson wurde in Edinburgh geboren, lebte und arbeitete aber vor allem in Paris. Dort spielte er sowohl Fußball für den White Rovers Football Club als auch Cricket. Er nahm als Mitglied einer Mannschaft, die hauptsächlich aus Exil-Briten bestand und durch die Union des sociétés françaises de sports athlétiques ausgewählt wurde, an einem Cricketspiel im Rahmen der Weltausstellung 1900 in Paris teil. Dort traf die Mannschaft auf die Devon & Somerset County Wanderers (D&SCW), die sich auf einer Club-Tour in Frankreich befanden. Die Mannschaft der Union des sociétés françaises de sports athlétiques wurde dabei als Frankreich bezeichnet, der Gegner als England. 1912 wurde die Partie nachträglich als Bestandteil der Olympischen Spiele 1900 klassifiziert. Mit 158 Runs setzte sich das englische Team durch, womit Andersons Mannschaft, zu der außerdem noch William Attrill, John Braid, W. Browning, Robert Horne, Timothée Jordan, Arthur MacEvoy, Douglas Robinson, H. F. Roques, Alfred Schneidau, Henry Terry und Philip Tomalin gehörten, die Silbermedaille erhielt. Anderson selbst, der in beiden Innings zum Einsatz kam, erzielte den Bestwert der Mannschaft mit insgesamt acht Runs, alle davon im zweiten Innings. Im ersten Innings bowlte er vier Wickets.
Sein gleichnamiger Sohn fiel 1916 im Ersten Weltkrieg.